# デヴィッド・ボードウェル
デヴィッド・ジェイ・ボードウェル（David Jay Bordwell , 1947年7月23日 - 2024年2月29日）は、アメリカ合衆国の映画理論家、映画史家である。

## 人物
1974年にアイオワ大学で博士号を取得して以来、『創作映画のナレーション』（1985年）、『小津安二郎 : 映画の詩学』（1988年）、『意味をつくる』（1989年）、『映画スタイルの歴史』（1997年）を含む、映画に関する15冊以上の著作を発表している。
ボードウェルは妻のクリスティン・トンプソンと共に、『映画芸術』（1979年）と『映画史』（1994年）という教科書を書いている。『映画芸術』は、2020年時点で12版が出ているが、映画講座の入門テキストとして使い続けられている。美学哲学者ノエル・キャロルと共に、ボードウェルはアンソロジー『ポスト・セオリー：映画学の再構築』（1996年）を編集したが、これは現代の映画理論のあり方について論じたものである。彼のこれまでで最も大きな著作は『古典的ハリウッド映画：1960年までの映画スタイルと制作モード』（1985年）で、トンプソン及びジャネット・スタイガーとの共著である。彼の理論、物語、そしてスタイルについての論文で影響力のあるものは、『映画の詩学』（2007年）にまとめられており、このタイトルは、ボリス・エイヘンバウムが1927年に編集した有名なロシアの形式主義的映画理論書『映画の詩学』へのオマージュとして名付けられた。  
ボードウェルは映画学の教授としてのキャリアのほとんどをウィスコンシン大学マディソン校で過ごし、現在はジャック・ルドゥー映画講座教授とコミュニケーション芸術学科名誉教授を務めている。彼の元で学位論文を書いた著名な学者には、エドワード・ブラニガン、マレー・スミス、そしてカール・プランティガがいる。ボードウェルとトンプソンはブログ「映画芸術観察」を運営し、彼らの近年の考察を発表している。
2024年2月29日に死去。76歳没。

## アーカイヴ
35ミリフィルムプリント100点以上からなるデヴィッド・ボードウェル・コレクションは、アカデミー・フィルム・アーカイヴに保存されており、特に香港の所蔵品は注目に値する。

## 著作

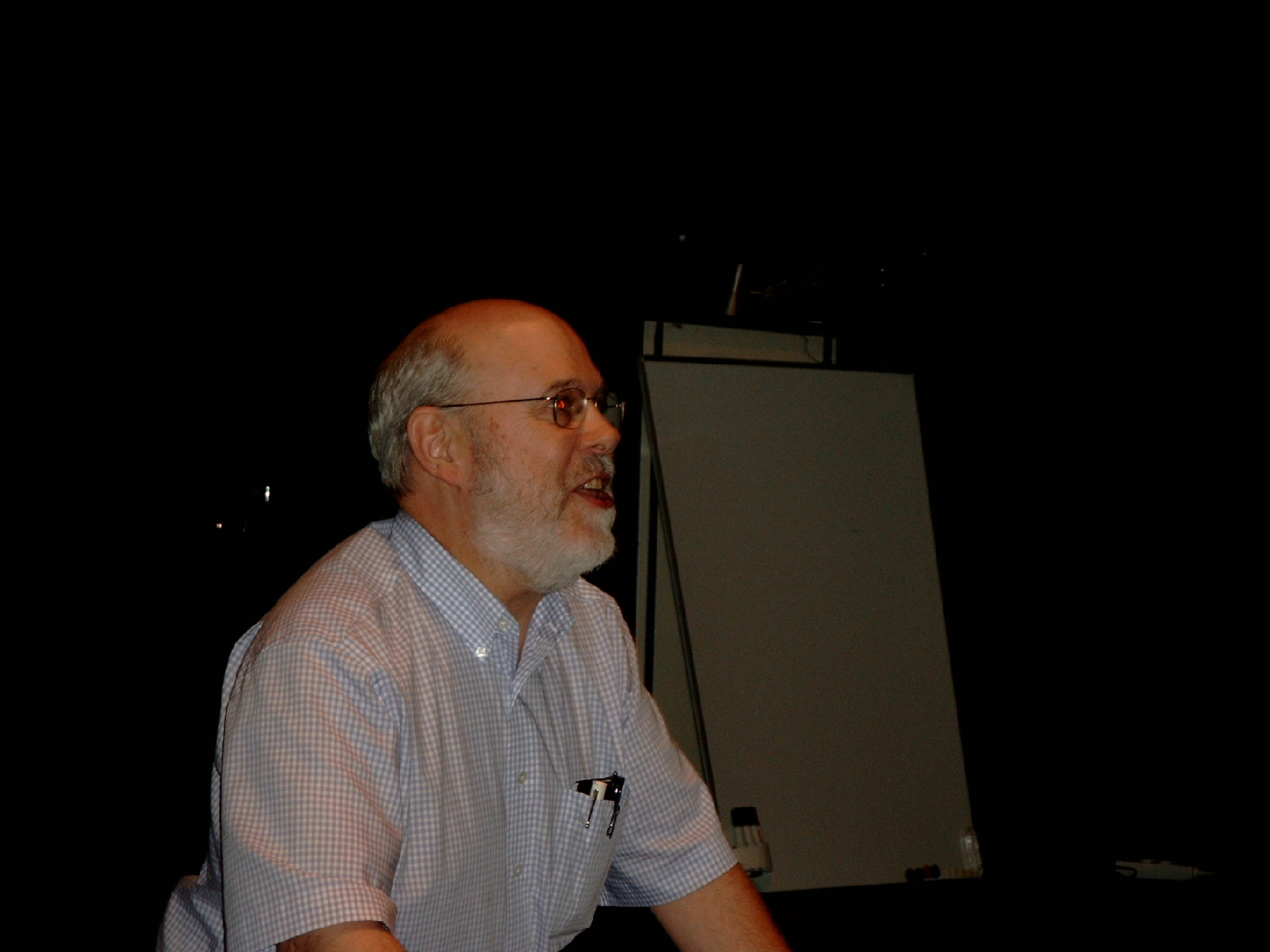
映画理論について講義するボードウェル

- Bordwell, David (1973). Filmguide to La Passion de Jeanne d'Arc. Bloomington: Indiana University Press
- Bordwell, David; Kristin Thompson (1979). Film Art: An Introduction. Reading, MA: Addison-Wesley Ninth edition, 2009.
  - デイヴィッド・ボードウェル, クリスティン・トンプソン共著『フィルム・アート : 映画芸術入門』(第7版)

藤木秀朗監訳, 飯岡詩朗, 板倉史明, 北野圭介, 北村洋, 笹川慶子訳、名古屋大学出版会, 2007.9 NDL
- Bordwell, David (1980). French Impressionist Cinema: Film Culture, Film Theory, Film Style. New York: Arno Press Reprint of 1974 Ph.D. dissertation
- Bordwell, David (1981). The Films of Carl-Theodor Dreyer. Berkeley: University of California Press
- Bordwell, David; Janet Staiger; Kristin Thompson (1985). The Classical Hollywood Cinema: Film Style and Mode of Production to 1960. New York: Columbia University Press
- Bordwell, David (1985). Narration in the Fiction Film. Madison: ウィスコンシン大学出版局（英語版）
- Bordwell, David (1988). Ozu and the Poetics of Cinema. Princeton: Princeton University Press
  - デヴィッド・ボードウェル『小津安二郎 : 映画の詩学』杉山昭夫訳、青土社, 1993.2、新版2003 NDL
- Bordwell, David (1989). Making Meaning: Inference and Rhetoric in the Interpretation of Cinema. Cambridge: Harvard University Press
- Bordwell, David (1993). The Cinema of Eisenstein. Cambridge: Harvard University Press
- Bordwell, David; Kristin Thompson (1994). Film History: An Introduction. New York: McGraw-Hill Third edition, 2010.
- Bordwell, David; Noël Carroll, eds (1996). Post-Theory: Reconstructing Film Studies. Madison: University of Wisconsin Press
- Bordwell, David (1997). On the History of Film Style. Cambridge: Harvard University Press
  - デイヴィッド・ボードウェル『映画の様式 : その変化と連続性』小町眞之訳、鼎書房, 2003.3 CiNii
- Bordwell, David (2000). Planet Hong Kong: Popular Cinema and the Art of Entertainment. Cambridge: Harvard University Press
- Bordwell, David (2005). Figures Traced in Light: On Cinematic Staging. Berkeley: University of California Press
- Bordwell, David (2006). The Way Hollywood Tells It: Story and Style in Modern Movies. Berkeley: University of California Press
- Bordwell, David (2008). Poetics of Cinema. Berkeley: Routledge
- Bordwell, David; Kristin Thompson (2011). Minding Movies: Observations on the Art, Craft, and Business of Filmmaking. Chicago: University of Chicago Press
- Bordwell, David (2016). The Rhapsodes: How 1940s Critics Changed American Film Culture. Chicago: University of Chicago Press
- Bordwell, David (2017). Reinventing Hollywood: How 1940s Filmmakers Changed Movie Storytelling. Chicago: University of Chicago Press